# Jacques Durand-Fajon
Marie-Jacques, baron Durand-Fajon (15 août 1758, Perpignan - 12 septembre 1831, Montpellier), est un homme politique français.

## Biographie
Négociant, armateur et président du tribunal de commerce de Montpellier, Durand-Fajon est élu député de l'Hérault le 22 août 1815. Il obtient successivement sa réélection en 1816, 1824 et 1830 et siégea au centre droit. Il combattit le ministère Polignac et vota, le 16 mars 1830, l'adresse des 221.
Louis XVIII lui conféra le titre de baron par lettres patentes du 9 mars 1816.
Il était membre du conseil supérieur du commerce.

## Sources
- Ressource relative à la vie publique :   - Base Sycomore
- « Jacques Durand-Fajon », dans Adolphe Robert et Gaston Cougny, Dictionnaire des parlementaires français, Edgar Bourloton, 1889-1891 [détail de l’édition]